# نیسان شاتای
نیسان شاتای (انگلیسی: Nissan Shatai) شرکت خودروسازی ژاپنی است، که در سال ۱۹۴۹ تأسیس شد.